# Friedrich Gustav Jakob Henle
Friedrich Gustav Jakob Henle (Fürth, 9 luglio 1809 – Gottinga, 13 maggio 1885) è stato un anatomista, patologo e zoologo tedesco, ricordato per la scoperta dell'ansa di Henle nel nefrone (rene).

## Biografia
Nacque in una famiglia di religione israelita; suo padre Wilhelm era un commerciante, sua madre, Helena Sophia Diespeck, era figlia di un rabbino. Ricevette una buona educazione classica. Studiò alle università di Heidelberg e di Bonn. Conseguì la laurea in medicina a Bonn il 4 aprile 1832 con una tesi sulla vascolarizzazione dell'occhio. Immediatamente dopo la laurea, Henle accompagnò Johannes Peter Müller a Parigi in un viaggio di studio nel corso del quale i due studiosi tedeschi ebbero modo di incontrare Georges Cuvier e Henri Dutrochet. Nel 1832 Henle divenne settore anatomico di Müller alla Humboldt Universität di Berlino. Durante i sei anni passati a Berlino, utilizzò nella sua attività la microscopia, e pubblicò un gran numero di lavori scientifici soprattutto nel campo dell'allora giovane disciplina dell'istologia, sulla struttura del sistema linfatico, la distribuzione degli epiteli nel corpo umano, la struttura del pelo, la formazione del muco e del pus, ecc. Con Müller pubblicò anche tre monografie su nuove specie animali.
Nel 1840 ottenne la cattedra di anatomia e fisiologia all'università di Zurigo, continuando un'intensa attività di ricerca in ambito istologico. Mentre era a Zurigo pubblicò il suo trattato Allgemeine Anatomie (Anatomia generale) giudicato la prima opera sistematica dedicata all'istologia. Sempre durante la sua permanenza a Zurigo, fondò col clinico Karl von Pfeufer (1806-1869) the Zeitschrift für rationelle Medicin, che divenne una delle più importanti riviste mediche di lingua tedesca.
Nel 1844 venne chiamato all'università di Heidelberg, dove insegnò anatomia, fisiologia e anatomia patologica. In questo periodo si impegnò in una nuova edizione, pubblicata in sei volumi a Lipsia tra il 1841 e il 1844, del trattato di anatomia di Samuel Thomas von Sömmerring Vom Baue des menschlichen Körpers. Mentre era a Heidelberg pubblicò una monografia di interesse zoologico sugli squali e le razze, in collaborazione con Müller. Nel 1846 iniziò la pubblicazione suo famoso manuale di patologia Handbuch der rationellen Pathologie , tradotto in varie lingue fra cui l'italiano. Il trattato descrive le malattie in rapporto alla funzione fisiologica, rappresentando così l'inizio della moderna patologia generale.
Nel 1852 passò all'università di Gottinga, come direttore dell'Istituto di anatomia. Ha insegnato a Gottinga fino alla sua morte, nel 1885. Nell'anno 1855, pubblicò il suo celebre manuale di anatomia Handbuch der systematischen Anatomie des Menschen giudicato a lungo, anche per la bontà delle illustrazioni, il miglior testo di anatomia.
Henle è stato una dei padri della teoria microbica delle malattie infettive. Nel 1840, in un importante articolo intitolato "Von den Miasmen und Kontagien" sviluppò infatti i concetti di contagium vivum e contagium animatum, riallacciandosi ai lavori di Girolamo Fracastoro (1478-1553) e Agostino Bassi (1773-1856). Le sue ipotesi furono sviluppate dal suo allievo Robert Koch. I Postulati di Koch sono detti anche "Postulati di Henle-Koch".

## Opere
- Ueber die Ausbreitung des Epithelium im menschlichen Körper. Archiv für Anatomie, Physiologie und wissenschaftliche Medicin: 103-128, 1838.
- Handbuch der rationellen Pathologie. Braunschweig, 1846-1853.
- Handbuch der systematischen Anatomie des Menschen. Braunschweig, 1855-1871.
- Vergleichend-anatomische Beschreibung des Kehlkopfes mit besonderer Berücksichtigung des Kehlkopfes der Reptilien. Leipzig, 1839.
- Pathologische Untersuchungen. Berlin, 1840.

## Onorificenze
| Henle è l'abbreviazione standard utilizzata per le specie animali descritte da Friedrich Gustav Jakob Henle. Categoria:Taxa classificati da Friedrich Gustav Jakob Henle |